# AFI百年百大明星
AFI百年百大明星（英語：AFI's 100 Years...100 Stars）是美国电影学会（AFI）评选的百年百大系列榜单之一，意在选出美国电影史上最伟大的25位男性和25位女性银幕传奇影星。入选名单于1999年6月15日在CBS的特别节目上公布，由秀兰·邓波儿担任主持，并邀请50位当时的知名演员参与介绍。
美国电影学会对“美国银幕传奇”（American screen legend）的定义为：曾在美国电影长片（时长在40分钟及以上）中有重要戏份的演员或团体，其银幕处女作于1950年或之前上映，或处女作首映于1950年之后但在其去世时已留有传世佳作。换言之，此名单用以表彰在好莱坞黄金时代有突出贡献且广受认可的演员。
共有250位男性和250位女性演员获得提名，再经美国电影学会评选得出最终名单。其中影星亨弗莱·鲍嘉和凯瑟琳·赫本分别位列最伟大的男、女演员榜首。
入选影星以美国人为主，仅有13人生于美国之外，包括英国（查理·卓别林、劳伦斯·奥利弗、加里·格兰特、费雯·丽与伊丽莎白·泰勒）、瑞典（英格丽·褒曼与葛丽泰·嘉宝）、法国（克劳黛·考尔白）、德国（玛琳·黛德丽）、意大利（索菲娅·罗兰）、比利时（奥黛丽·赫本）、罗马尼亚（爱德华·罗宾逊）和加拿大（玛丽·毕克馥）。
名单公布时仍在世的影星有凯瑟琳·赫本、马龙·白兰度、伊丽莎白·泰勒、格里高利·派克、柯克·道格拉斯、秀兰·邓波儿、劳伦·白考尔、索菲娅·罗兰和西德尼·波蒂埃，而截至2022年10月，在世者仅剩索菲娅·罗兰一人。

## 50位最伟大银幕传奇影星入选名单
| 排名 | 男演员                                                  | 男演员 | 男演员 | 女演员                                         | 女演员 | 女演员 |
| ---- | ------------------------------------------------------- | ------ | --- | ---------------------------------------------- | ------ | --- |
| 1    | 亨弗莱·鲍嘉 Humphrey Bogart （1899–1957）               |        | 代表作： - 梟巢喋血戰（1941） - 北非谍影（1942） - 夜长梦多（1946） - 碧血金沙（1948） - 非洲女王号（1951） 3次提名奥斯卡奖，1次获奖：《非洲女王号》                                                  | 凯瑟琳·赫本 Katharine Hepburn （1907–2003）    |        | 代表作： - 小妇人（1933） - 育婴奇谭（1938） - 费城故事（1940） - 非洲女王号（1951） - 冬狮（1968） 12次提名奥斯卡奖，4次获奖：《牵牛花》、《猜猜谁来吃晚餐》、《冬狮》、《金色池塘》 |
| 2    | 加里·格兰特 Cary Grant （1904–1986）                    |        | 代表作： - 春闺风月（1937） - 育婴奇谭（1938） - 费城故事（1940） - 美人计（1946） - （1959） 2次提名奥斯卡奖，1970年获奥斯卡荣誉奖                                                                   | 贝蒂·戴维斯 Bette Davis （1908–1989）          |        | 代表作： - 红衫泪痕（1938） - （1940） - （1941） - 彗星美人（1950） - 兰闺惊变（1962） 11次提名奥斯卡奖，2次获奖：《女人女人》、《红衫泪痕》                                         |
| 3    | 詹姆斯·史都華 James Stewart （1908–1997）               |        | 代表作： - 華府風雲（1939） - 费城故事（1940） - （1946） - 迷魂记（1958） - 桃色血案（1959） 5次提名奥斯卡奖，1次获奖：《费城故事》，1985年获奥斯卡荣誉奖                                            | 奥黛丽·赫本 Audrey Hepburn （1929–1993）       |        | 代表作： - 羅馬假期（1953） - 龙凤配（1954） - 甜姐儿（1957） - 蒂凡尼的早餐（1961） - 窈窕淑女（1964） 5次提名奥斯卡奖，1次获奖：《羅馬假期》                                        |
| 4    | 马龙·白兰度 Marlon Brando （1924–2004）                 |        | 代表作： - 欲望号街车（1951） - 码头风云（1954） - 教父（1972） - （1972） - 现代启示录（1979） 8次提名奥斯卡奖，2次获奖：《碼頭風雲》、《教父》                                                      | 英格丽·褒曼 Ingrid Bergman （1915–1982）       |        | 代表作： - 北非諜影（1942） - 煤气灯下（1944） - 美人计（1946） - 真假公主（1956） - 东方快车谋杀案（1974） 7次提名奥斯卡奖，3次获奖：《煤气灯下》、《真假公主》、《東方快車謀殺案》  |
| 5    | 弗雷德·阿斯泰尔 Fred Astaire （1899–1987）              |        | 代表作： - 雲冕霓裳（1935） - （1936） - 萬花錦繡（1948） - （1953） - 甜姐儿（1957） 1次提名奥斯卡奖，1950年获奥斯卡荣誉奖                                                                           | 葛丽泰·嘉宝 Greta Garbo （1905–1990）          |        | 代表作： - 灵与肉（1927） - 大饭店（1932） - （1933） - 茶花女（1936） - （1939） 3次提名奥斯卡奖，1955年获奥斯卡荣誉奖                                                               |
| 6    | 亨利·方达 Henry Fonda （1905–1982）                     |        | 代表作： - （1940） - 侠骨柔情（1946） - 十二怒汉（1957） - 狂沙十萬里（1968） - 金色池塘（1981） 3次提名奥斯卡奖，1次获奖：《金色池塘》，1981年获奥斯卡荣誉奖                                        | 玛丽莲·梦露 Marilyn Monroe （1926–1962）       |        | 代表作： - 绅士爱美人（1953） - 愿嫁金龟婿（1953） - （1955） - 游龙戏凤（1957） - 熱情如火（1959）                                                                                   |
| 7    | 克拉克·盖博 Clark Gable （1901–1960）                   |        | 代表作： - 一夜风流（1934） - 叛舰喋血记（1935） - 乱世佳人（1939） - 红尘（1953） - （1958） 3次提名奥斯卡奖，1次获奖：《一夜风流》                                                                  | 伊丽莎白·泰勒 Elizabeth Taylor （1932–2011）   |        | 代表作： - 玉女神驹（1944） - 郎心似铁（1951） - （1956） - （1963） - 灵欲春宵（1966） 5次提名奥斯卡奖，2次获奖：《》、《灵欲春宵》                                                  |
| 8    | 詹姆斯·卡格尼 James Cagney （1899–1986）                |        | 代表作： - （1931） - 一世之雄（1938） - 胜利之歌（1942） - （1949） - 玉女风流（1961） 3次提名奥斯卡奖，1次获奖：《胜利之歌》                                                                        | 朱迪·加兰 Judy Garland （1922–1969）           |        | 代表作： - 绿野仙踪（1939） - （1944） - 萬花錦繡（1948） - 星海浮沉錄（1954） - 纽伦堡的审判（1961） 2次提名奥斯卡奖，1940年获奥斯卡青少年奖                                         |
| 9    | 史賓塞·屈賽 Spencer Tracy （1900–1967）                 |        | 代表作： - 怒海余生（1937） - 老人与海（1958） - （1960） - 纽伦堡的审判（1961） - 猜猜谁来吃晚餐（1967） 9次提名奥斯卡奖，2次获奖：《怒海余生》、《孤儿乐园》                                        | 玛琳·黛德丽 Marlene Dietrich （1901–1992）     |        | 代表作： - 蓝天使（1930） - （1930） - （1939） - （1957） - 纽伦堡的审判（1961） 1次提名奥斯卡奖                                                                                     |
| 10   | 查理·卓别林 Charlie Chaplin （1889–1977）               |        | 代表作： - 寻子遇仙记（1921） - 淘金记（1925） - 城市之光（1931） - 摩登时代（1936） - 大独裁者（1940） 3次提名奥斯卡奖（1次作为男主角），1次获原创配乐奖：《舞台春秋》，1929年、1972年获奥斯卡荣誉奖 | 瓊·克勞馥 Joan Crawford （190?–1977）          |        | 代表作： - 大饭店（1932） - 欲海情魔（1945） - 银海香魂（1946） - 荒漠怪客（1954） - 兰闺惊变（1962） 3次提名奥斯卡奖，1次获奖：《欲海情魔》                                          |
| 11   | 賈利·古柏 Gary Cooper （1901–1961）                     |        | 代表作： - （1936） - （1941） - 战地钟声（1943） - 日正當中（1952） - （1957） 5次提名奥斯卡奖，2次获奖：《》、《日正當中》，1961年获奥斯卡荣誉奖                                                    | 芭芭拉·斯坦威克 Barbara Stanwyck （1907–1990） |        | 代表作： - （1937） - 淑女伊芙（1941） - 火球（1941） - 双重赔偿（1944） - 电话惊魂（1948） 4次提名奥斯卡奖，1982年获奥斯卡荣誉奖                                                     |
| 12   | 格里高利·派克 Gregory Peck （1916–2003）                |        | 代表作： - （1945） - 君子协定（1947） - 晴空血战史（1949） - 羅馬假期（1953） - 怪屋疑雲（1962） 5次提名奥斯卡奖，1次获奖：《怪屋疑雲》                                                              | 克劳黛·考尔白 Claudette Colbert （1903–1996）  |        | 代表作： - 一夜风流（1934） - （1934） - 春风秋雨（1934） - 棕榈滩的故事（1942） - 自君别后（1944） 3次提名奥斯卡奖，1次获奖：《一夜风流》                                            |
| 13   | 約翰·韋恩 John Wayne （1907–1979）                      |        | 代表作： - （1939） - （1948） - 搜索者（1956） - 双虎屠龙（1962） - 獨眼龍雙槍殲四虎（1969） 3次提名奥斯卡奖，1次获奖：《獨眼龍雙槍殲四虎》                                                          | 格蕾丝·凯利 Grace Kelly （1929–1982）          |        | 代表作： - 日正當中（1952） - 鄉下姑娘（1954） - （1954） - 后窗（1954） - 捉贼记（1955） 2次提名奥斯卡奖，1次获奖：《鄉下姑娘》                                                      |
| 14   | 劳伦斯·奥利弗 Laurence Olivier （1907–1989）            |        | 代表作： - （1939） - 蝴蝶梦（1940） - （1940） - 王子復仇記（1948） - 風雲群英會（1960） 11次提名奥斯卡奖（1次作为导演），1次获奖：《王子復仇記》，1947年、1979年获奥斯卡荣誉奖                      | 金杰·罗杰斯 Ginger Rogers （1911–1995）        |        | 代表作： - 雲冕霓裳（1935） - （1936） - 摘星梦难圆（1937） - 女人万岁（1940） - （1942） 1次提名奥斯卡奖，1次获奖：《女人万岁》                                                      |
| 15   | 吉恩·凯利 Gene Kelly （1912–1996）                      |        | 代表作： - 封面女郎（1944） - （1945） - 锦城春色（1949） - 一个美国人在巴黎（1951） - 萬花嬉春（1952） 1次提名奥斯卡奖，1952年获奥斯卡荣誉奖                                                         | 梅·蕙絲 Mae West （1893–1980）                 |        | 代表作： - 侬本多情（1933） - 我不是天使（1933） - （1934） - 我的小山雀（1940） - （1970）                                                                                           |
| 16   | 奧森·威爾斯 Orson Welles （1915–1985）                  |        | 代表作： - 公民凯恩（1941） - 陌生人（1946） - 上海小姐（1947） - （1949） - 历劫佳人（1958） 3次提名奥斯卡奖（1次作为男主角），1次获原创剧本奖：《公民凯恩》，1971年获奥斯卡荣誉奖                   | 费雯·丽 Vivien Leigh （1913–1967）             |        | 代表作： - 乱世佳人（1939） - 魂断蓝桥（1940） - （1941） - 欲望号街车（1951） - 愚人船（1965） 2次提名奥斯卡奖，2次获奖：《乱世佳人》、《欲望号街车》                                |
| 17   | 柯克·道格拉斯 Kirk Douglas （1916–2020）                |        | 代表作： - （1951） - 玉女奇男（1952） - 慾海浮生（1956） - 光荣之路（1957） - 風雲群英會（1960） 3次提名奥斯卡奖，1996年获奥斯卡荣誉奖                                                               | 莉蓮·吉許 Lillian Gish （1893–1993）           |        | 代表作： - 一个国家的诞生（1915） - （1916） - （1919） - （1946） - 猎人之夜（1955） 1次提名奥斯卡奖，1971年获奥斯卡荣誉奖                                                           |
| 18   | 占士·甸 James Dean （1931–1955）                        |        | 代表作： - 无因的反叛（1955） - 伊甸园之东（1955） - （1956） 2次提名奥斯卡奖 | 秀兰·邓波儿 Shirley Temple （1928–2014）       |        | 代表作： - 亮眼睛（1934） - 卷毛头（1935） - 海蒂（1937） - 太阳溪农场的丽贝卡（1938） - 小公主（1939） 1935年获奥斯卡青少年奖                                                        |
| 19   | 伯特·蘭卡斯特 Burt Lancaster （1913–1994）              |        | 代表作： - 亂世忠魂（1953） - 成功滋味（1957） - 纽伦堡的审判（1961） - （1963） - （1980） 4次提名奥斯卡奖，1次获奖：《孽海痴魂》                                                                    | 麗塔·海華斯 Rita Hayworth （1918–1987）        |        | 代表作： - 封面女郎（1944） - （1946） - 上海小姐（1947） - （1948） - 鸳鸯谱（1958）                                                                                                 |
| 20   | Marx Brothers （1887–1961） （1888–1964） （1890–1977） |        | 代表作： - （1930） - （1931） - 鸭羹（1933） - （1935） - 赌马风波（1937） 组合成员1974年获奥斯卡荣誉奖                                                                                              | 劳伦·白考尔 Lauren Bacall （1924–2014）        |        | 代表作： - （1944） - 夜长梦多（1946） - 盖世枭雄（1948） - 苦雨恋春风（1956） - 東方快車謀殺案（1974） 1次提名奥斯卡奖，2009年获奥斯卡荣誉奖                                         |
| 21   | 巴斯特·基頓 Buster Keaton （1895–1966）                 |        | 代表作： - 待客之道（1923） - 福尔摩斯二世（1924） - （1925） - 将军号（1926） - （1928） 1960年获奥斯卡荣誉奖                                                                                        | 索菲娅·罗兰 Sophia Loren （1934–）             |        | 代表作： - 烽火母女泪（1960） - 昨日、今日、明日（1963） - （1964） - 卡桑德拉大桥（1976） - 特殊的一天（1977） 2次提名奥斯卡奖，1次获奖：《烽火母女泪》，1991年获奥斯卡荣誉奖        |
| 22   | 西德尼·波蒂埃 Sidney Poitier （1927–2022）              |        | 代表作： - 逃狱惊魂（1958） - （1963） - 再生缘（1965） - 猜猜谁来吃晚餐（1967） - 月黑風高殺人夜（1967） 2次提名奥斯卡奖，1次获奖：《野百合》，2002年获奥斯卡荣誉奖                                        | 珍·哈露 Jean Harlow （1911–1937）              |        | 代表作： - 地狱天使（1930） - （1931） - （1933） - 假戏真做（1936） - 夫人與書記（1936）                                                                                             |
| 23   | 罗伯特·米彻姆 Robert Mitchum （1917–1997）              |        | 代表作： - 漩涡之外（1947） - 大江东去（1954） - 猎人之夜（1955） - 恐怖角（1962） - （1970） 1次提名奥斯卡奖                                                                                         | 卡洛尔·隆巴德 Carole Lombard （1908–1942）     |        | 代表作： - 二十世纪快车（1934） - （1936） - （1937） - （1941） - （1942） 1次提名奥斯卡奖                                                                                           |
| 24   | 爱德华·罗宾逊 Edward G. Robinson （1893–1973）          |        | 代表作： - （1931） - 双重赔偿（1944） - 陌生人（1946） - 盖世枭雄（1948） - 十诫（1956） 1973年获追授奥斯卡荣誉奖                                                                                    | 玛丽·毕克馥 Mary Pickford （1892–1979）        |        | 代表作： - 可怜的富家小姑娘（1917） - 乐极生悲（1920） - （1923） - 我的心上人（1927） - （1929） 1次提名奥斯卡奖，1次获奖：《俏姑娘》，1976年获奥斯卡荣誉奖                          |
| 25   | 威廉·荷頓 William Holden （1918–1981）                  |        | 代表作： - 紅樓金粉（1950） - 战地军魂（1953） - 桂河大桥（1957） - 日落黃沙（1969） - 電視台風雲（1976） 3次提名奥斯卡奖，1次获奖：《战地军魂》                                                      | 艾娃·加德纳 Ava Gardner （1922–1990）          |        | 代表作： - （1946） - 雪山盟（1952） - 红尘（1953） - （1954） - 巫山风雨夜（1964） 1次提名奥斯卡奖                                                                                   |

## 获提名演员
以上50位最伟大银幕传奇影星皆自500名获提名演员（男女演员各250名）中选出，在此列出完整的候选演员名单。
随着西德尼·波蒂埃于2022年1月去世，所有获提名男演员均已离世。获提名女演员中尚有5人在世，除入选的索菲娅·罗兰外，还包括：安·布莱思，和玛格丽特·奥布赖恩。名单中最近一位去世者为，她于2024年10月逝世，享年93岁。

### 获提名男演员
以下为其余获提名男演员：
- 
  - （1897–1974）
  - （1906–1959）
- （1902–1986）
- 唐·阿梅奇（1908–1993）
- 埃迪·安德森（英语：Eddie "Rochester" Anderson）（1905–1977）
- （1880–1971）
- 达纳·安德鲁斯（1909–1992）
- 罗斯科·阿巴克尔（英语：Roscoe Arbuckle）（1887–1933）
- （1868–1946）
- 路易斯·岩士唐（1901–1971）
- 爱德华·阿诺德（英语：Edward Arnold (actor)）（1890–1956）
- （1907–1998）
- 卢·艾尔斯（英语：Lew Ayres）（1908–1996）
- 金·巴戈特（英语：King Baggot）（1879–1948）
- （1882–1942）
- （1878–1954）
- 理查德·巴塞尔梅斯（1895–1963）
- 弗雷迪·巴塞洛缪（英语：Freddie Bartholomew）（1924–1992）
- （1889–1951）
- 诺厄·比里（英语：Noah Beery）（1882–1946）
- （1885–1949）
- 拉尔夫·贝拉米（英语：Ralph Bellamy）（1904–1991）
- 约翰·贝鲁西（1949–1982）
- 威廉·本迪克斯（英语：William Bendix）（1906–1964）
- 杰克·本尼（1894–1974）
- 埃德加·伯根（英语：Edgar Bergen）（1903–1978）和查利·麦卡锡（英语：Charlie McCarthy）
- 米尔顿·伯利（1908–2002）
- （1904–1987）
- （1903–1960）
- 威廉·博伊德（英语：William Boyd (actor)）（1895–1972）
- （1899–1978）
- （1915–2002）
- （1894–1974）
- （1913–1998）
- 乔·E·布朗（英语：Joe E. Brown）（1891–1973）
- （1920–1985）
- 乔治·伯恩斯（1896–1996）
- （1925–1984）
- 弗朗西斯·X·布什曼（英语：Francis X. Bushman）（1883–1966）
- （1892–1964）
- （1906–1988）
- （1886–1972）
- 杰克·卡森（英语：Jack Carson）（1910–1963）
- （1929–1989）
- 朗·钱尼（1883–1930）
- 小朗·钱尼（1906–1973）
- （1888–1972）
- 蒙哥马利·克利夫特（1920–1966）
- 李·J·科布（英语：Lee J. Cobb）（1911–1976）
- 查尔斯·科伯恩（1877–1961）
- （1891–1958）
- 杰基·库根（1914–1984）
- （1922–2011）
- （1905–1994）
- 巴斯特·克拉布（1908–1983）
- 布罗德里克·克劳福德（1911–1986）
- 休姆·克罗宁（1911–2003）
- （1903–1977）
- 罗伯特·卡明斯（英语：Robert Cummings）（1910–1990）
- （1925–2010）
- 丹·戴利（英语：Dan Dailey）（1915–1978）
- （1917–2005）
- （1925–1990）
- （1945–1988）
- （1893–1949）
- 罗伯特·多纳特（1905–1958）
- （1901–1972）
- （1901–1981）
- 吉米·杜兰特（英语：Jimmy Durante）（1893–1980）
- （1908–2003）
- 纳尔逊·埃迪（英语：Nelson Eddy）（1901–1967）
- （1883–1939）
- （1909–2000）
- 威廉·法纳姆（英语：William Farnum）（1876–1953）
- （1912–1992）
- （1880–1946）
- 彼得·芬奇（1916–1977）
- 巴里·菲茨杰拉德（1888–1961）
- （1909–1959）
- 格伦·福特（1916–2006）
- 约翰·加菲尔德（英语：John Garfield）（1913–1952）
- 尊·基吉（1904–2000）
- 约翰·吉尔伯特（英语：John Gilbert (actor)）（1897–1936）
- （1916–1987）
- （1925–2011）
- （1913–1993）
- 悉尼·格林斯特里特（1879–1954）
- （1914–2000）
- 埃德蒙·格温（1877–1959）
- （1897–1979）
- （1908–1990）
- 威廉·S·哈特（英语：William S. Hart）（1864–1946）
- （1928–1973）
- 早川雪洲（1886–1973）
- （1916–1986）
- 加比·海斯（英语：George "Gabby" Hayes）（1885–1969）
- 凡·赫夫林（1908–1971）
- 保罗·亨雷（1908–1992）
- （1923–2008）
- （1903–2003）
- （1886–1970）
- 约翰·豪斯曼（1902–1988）
- 莱斯利·霍华德（1893–1943）
- （1913–1988）
- （1925–1985）
- 泰布·亨特（英语：Tab Hunter）（1931–2018）
- （1906–1987）
- （1883–1950）
- 雷克斯·英格拉姆（英语：Rex Ingram (actor)）（1895–1969）
- （1909–1995）
- （1884–1950）
- （1918–1996）
- （1916–2008）
- （1886–1950）
- （1921–2015）
- （1940–1994）
- （1887–1969）
- 丹尼·凯（1911–1987）
- 霍华德·基尔（英语：Howard Keel）（1919–2004）
- （1914–1990）
- （1913–1964）
- 伯特·拉尔（英语：Bert Lahr）（1895–1967）
- 哈里·兰登（英语：Harry Langdon）（1884–1944）
- （1921–1959）
- （1899–1962）
- - （1890–1965）
  - （1892–1957）
- 彼得·劳福德（1923–1984）
- 奥斯卡·列万特（英语：Oscar Levant）（1906–1972）
- （1926–2017）
- （1893–1971）
- 彼得·洛（1904–1964）
- （1882–1956）
- 陸錫麟（1904–1991）
- （1908–1991）
- 戈登·麦克雷（英语：Gordon MacRae）（1921–1986）
- （1912–2009）
- （1897–1975）
- （1890–1966）
- （1917–1995）
- （1924–1987）
- （1909–1984）
- 雷蒙德·马西（英语：Raymond Massey）（1896–1983）
- （1913–1999）
- 乔尔·麦克雷（英语：Joel McCrea）（1905–1990）
- （1928–1998）
- （1886–1959）
- （1930–1980）
- （1890–1963）
- （1907–1997）
- （1907–1986）
- （1939–1976）
- （1892–1962）
- 汤姆·米克斯（1880–1940）
- （1920–2009）
- 乔治·蒙哥马利（英语：George Montgomery (actor)）（1916–2000）
- 罗伯特·蒙哥马利（英语：Robert Montgomery (actor)）（1904–1981）
- 曼坦·莫兰（英语：Mantan Moreland）（1902–1973）
- （1890–1949）
- （1915–1977）
- （1895–1967）
- 乔治·墨菲（英语：George Murphy）（1902–1992）
- 尼古拉斯兄弟（英语：Nicholas Brothers）
  - 法亚德·尼古拉斯（英语：Fayard Nicholas）（1914–2006）
  - 哈罗德·尼古拉斯（英语：Harold Nicholas）（1921–2000）
- （1910–1983）
- （1899–1968）
- 杰克·奥克（英语：Jack Oakie）（1903–1978）
- （1915–1985）
- （1899–1983）
- （1925–2003）
- （1919–2006）
- 拉里·帕克斯（英语：Larry Parks）（1914–1975）
- （1928–1994）
- （1932–1992）
- 斯利姆·皮肯斯（英语：Slim Pickens）（1919–1983）
- 沃尔特·皮金（1897–1984）
- （1904–1963）
- （1892–1984）
- 泰隆·鲍华（1914–1958）
- （1935–1977）
- （1918–1987）
- （1911–1993）
- （1915–2001）
- （1895–1980）
- （1889–1967）
- （1892–1967）
- 查尔斯·雷（英语：Charles Ray (actor)）（1891–1943）
- 朗奴·列根（1911–2004）
- 华莱士·里德（英语：Wallace Reid）（1891–1923）
- （1902–1983）
- 保罗·罗伯逊（1898–1976）
- （1878–1949）
- 查尔斯·巴迪·罗杰斯（英语：Charles "Buddy" Rogers）（1904–1999）
- 罗伊·罗杰斯（1911–1998）
- 威尔·罗杰斯（英语：Will Rogers）（1879–1935）
- 吉尔伯特·罗兰（英语：Gilbert Roland）（1905–1994）
- （1907–1994）
- （1920–2014）
- 查尔斯·拉格尔斯（英语：Charlie Ruggles）（1886–1970）
- 哈罗德·拉塞尔（1914–2002）
- （1909–1973）
- 萨布（英语：Sabu (actor)）（1924–1963）
- （1906–1972）
- （1898–1987）
- （1925–1980）
- （1927–1978）
- （1915–1998）
- （1913–1997）
- （1936–2021）
- 伍迪·斯特罗德（英语：Woody Strode）（1914–1994）
- （1911–1969）
- 三个臭皮匠
  - 拉里·法恩（英语：Larry Fine）（1902–1975）
  - 柯利·霍华德（英语：Curly Howard）（1903–1952）
  - 莫·霍华德（英语：Moe Howard）（1897–1975）
- （1905–1968）
- 本·特平（英语：Ben Turpin）（1869–1940）
- （1921–2004）
- （1895–1926）
- 鲁迪·瓦莱（英语：Rudy Vallée）（1901–1986）
- （1893–1943）
- （1885–1957）
- （1929–2020）
- （1888–1954）
- （1889–1966）
- （1904–1984）
- （1914–2008）
- 柯纳·王尔德（1912–1989）
- 齐尔·威尔斯（英语：Chill Wills）（1902–1978）
- （1913–1978）
- （1907–1998）

### 获提名女演员
以下为其余获提名女演员（名字加粗为尚在世者）：
- （1895–1964）
- （1917–2006）
- 朱迪丝·安德森（1897–1992）
- 安娜贝拉（1907–1996）
- （1908–1990）
- （1900–1991）
- 玛丽·阿斯特（1906–1987）
- 珀尔·贝利（1918–1990）
- （1911–1989）
- （1902–1968）
- 维尔玛·班基（英语：Vilma Bánky）（1901–1991）
- （1885–1955）
- （1879–1959）
- 安妮·巴克斯特（1923–1985）
- 路易丝·比弗斯（英语：Louise Beavers）（1900–1962）
- 芭芭拉·贝尔格迪斯（1922–2005）
- （1904–1965）
- （1910–1990）
- 琼·布朗德尔（1906–1979）
- （1931–）
- 安·布莱思（英语：Ann Blyth）（1928–）
- 比拉·邦迪（1888–1981）
- （1898–1992）
- （1905–1965）
- （1892–1939）
- 海伦·布罗德里克（英语：Helen Broderick）（1891–1959）
- 贝蒂·布朗森（英语：Betty Bronson）（1906–1971）
- （1906–1985）
- （1910–1982）
- （1884–1970）
- （1886–1971）
- （1910–2007）
- （1906–1987）
- （1922–2008）
- 露丝·查特顿（1892–1961）
- （1910–1992）
- （1903–1979）
- （1925–2003）
- 薇奥拉·达纳（英语：Viola Dana）（1897–1987）
- 桃乐茜·丹缀之（1922–1965）
- （1901–1971）
- （1923–1965）
- （1917–2017）
- （1879–1967）
- （1897–1961）
- 琼·戴维斯（英语：Joan Davis）（1912–1961）
- 桃樂絲·黛（1922–2019）
- （1920–2007）
- （1922–2007）
- （1922–2014）
- 格洛丽亚·德黑文（英语：Gloria DeHaven）（1925–2016）
- 奥利维娅·德哈维兰（1916–2020）
- （1904–1983）
- （1878–1965）
- （1868–1934）
- 玛格丽特·杜蒙（英语：Margaret Dumont）（1882–1965）
- （1898–1990）
- （1921–2013）
- （1890–1929）
- （1912–2001）
- （1913–1970）
- （1904–1971）
- （1915–1998）
- （1916–1973）
- （1898–1979）
- （1913–2005）
- （1923–2020）
- （1924–2008）
- （1917–2013）
- （1905–1968）
- 佩姬·安·加纳（1932–1984）
- （1919–2011）
- （1904–1996）
- 
- 
- 宝莲·高黛
- 博妮塔·格兰维尔（英语：Bonita Granville）
- 凯瑟琳·格雷森（英语：Kathryn Grayson）
- 简·格里尔（英语：Jane Greer）
- 科琳·格里菲思（英语：Corinne Griffith）
- 
- 玛格丽特·汉密尔顿（英语：Margaret Hamilton (actress)）
- 安·哈丁（英语：Ann Harding）
- 
- 
- 玛莎·亨特
- 
- 鲁比·基勒
- 玛奇·肯尼迪（英语：Madge Kennedy）
- 海蒂·拉玛
- 
- 埃尔莎·兰彻斯特
- 
- 琼·莱斯利（英语：Joan Leslie）
- 
- 玛娜·洛伊
- 艾达·卢皮诺
- 珍妮特·麦克唐纳（英语：Jeanette MacDonald）
- 安娜·马尼亚尼
- 
- 杰恩·曼斯菲尔德
- 
- 玛丽·马丁
- 
- 梅·麦卡沃伊（英语：May McAvoy）
- 哈蒂·麦克丹尼尔
- 尼娜·梅·麦金尼（英语：Nina Mae McKinney）
- 巴特弗莱·麦奎因（英语：Butterfly McQueen）
- 尤娜·默克尔（英语：Una Merkel）
- 安·米勒
- 卡门·米兰达
- 玛丽亚·蒙特兹（英语：Maria Montez）
- 科琳·穆尔（英语：Colleen Moore）
- 梅·默里（英语：Mae Murray）
- 阿拉·纳济莫娃（英语：Alla Nazimova）
- 安娜·尼格尔（英语：Anna Neagle）
- 波拉·内格里
- 安娜·Q·尼尔松（英语：Anna Q. Nilsson）
- 
- 玛格丽特·奥布赖恩
- 莫琳·奥沙利文（英语：Maureen O'Sullivan）
- 西娜·欧文（英语：Seena Owen）
- 盖尔·帕特里克（英语：Gail Patrick）
- 扎苏·皮茨（英语：ZaSu Pitts）
- 简·鲍威尔
- 玛丽·普雷沃斯特（英语：Marie Prevost）
- 埃德娜·珀维安斯
- 薇拉·罗尔斯顿（英语：Vera Ralston）
- 玛莎·雷伊（英语：Martha Raye）
- 安妮·里维尔
- 弗洛拉·罗布森（英语：Flora Robson）
- 露丝·罗曼（英语：Ruth Roman）
- 
- 安·拉瑟福德（英语：Ann Rutherford）
- 
- 玛莎·斯科特
- 珍·茜宝
- 
- 
- 
- 西蒙娜·西蒙（英语：Simone Simon）
- 彭妮·辛格尔顿（英语：Penny Singleton）
- 亚历克西丝·史密斯
- 安·萨森（英语：Ann Sothern）
- 格洛丽亚·斯旺森
- 布兰奇·斯威特（英语：Blanche Sweet）
- 康斯坦丝·塔尔梅奇
- 诺尔玛·塔尔梅奇
- 安·托德（英语：Ann Todd）
- 
- 拉娜·特纳
- 
- 卢佩·贝莱斯
- 
- 
- 珀尔·怀特（英语：Pearl White）
- 埃丝特·威廉斯（英语：Esther Williams）
- 洛伊丝·威尔逊（英语：Lois Wilson (actress)）
- 玛丽·威尔逊（英语：Marie Wilson (American actress)）
- 玛丽·温莎（英语：Marie Windsor）
- 埃丝特尔·温伍德（英语：Estelle Winwood）
- 简·威瑟斯（英语：Jane Withers）
- 黄柳霜
- 伊雷妮·沃思
- 
- 克拉拉·金博尔·扬（英语：Clara Kimball Young）

## 外部連結
- (新闻稿). American Film Institute. 1999-06-16  [2013-08-31]. （原始内容存档于2013-01-13）.